# Schitul Dobrotinet
Schitul Dobrotinet, actualmente biserică parohială cu hramul Adormirea Maicii Domnului, este un monument puțin cunoscut aparținând probabil epocii lui Matei Basarab. 

## Amplasare
Biserica este situată în satul Dobrotinet, din cadrul comunei Curtișoara, județ Olt.

## Arhitectură
Biserica, de dimensiuni modeste, are formă de cruce cu pronaos dreptunghiular despărțit de naos printr-un zid cu trei deschideri egale. Naosul, foarte mare, este acoperit pe o cupolă pe patru arce ce susțin bazele unei foste turle octogonale prăbușită la o dată necunoscută. Ca elemente particulare, ferestrele, patru la număr, două în naos și două în pronaos, sunt lipsite de ancadramente, iar iconostasul este de zidărie. Pereții exteriori, prezintă expresivul joc de asize de cărămizi aparente și casete de tencuială, având două rânduri de firide despărțite de un brâu simplu de cărămidă. Pictura interioară, de dată recentă, nu mai păstrează decât în spirit pe cea originală. Astfel, tabloul votiv și pisania îi prezintă pe presupușii ctitori din relatările celor ce văzuseră vechea frescă.
În partea de nord a bisericii, spre șosea, în 1964, încă mai puteau fi zărite ruinele unor construcții aprținând fostelor chilii.

## Istoric
Anul presupus al construirii lăcașului este 1647, însă această dată apare numai în „Marele dicționar geografic al României” editat de Alexandru Lahovari, apărul la sfârșitul secolului XIX precizând ca sursă o altă lucrare contemporană. Pisania, rescrisă acum 60 de ani, aparent diferită de cea originală afirmă că: Această sfântă și dumnezeiască biserică, ce se prăznuiește hramul Întâmpinarea Domnului, fondată de Costache Ghica pe vremea lui Matei Basarab, ale căror ilustrațiuni se reprezintă în camera femeilor [...]. Pentru a susține acest lucru, istoricul Ion Ionașcu, care a văzut vechea frescă votivă, afirmă că în tabloul ctitorilor era (la acea dată) [...]încă bine păstrată figura lui Matei Basarab[...] în timpul căruia a ridicat-o un anume Constantin Ghica (Ion Ionașcu „Biserici, chipuri și documente din Olt”, Craiova, 1934, p.130). Problema numelui ctitorului se pune acut având în vedere că, în timpul domniei lui Matei Basarab nu se punea problema vre-unei familii Ghica, mai mult, niciodată această familie nu a avut în stăpânire moșia Curtișoara. Atunci, cine ar putea fi misteriosul ctitor?
În perioada de început a secolului al XVII-lea satul Curtișoara trece în stăpânirea marelui sluger Tudor Rudeanul, cel care avea să se autointituleze în acte ot Ruda și Curtișoara. Același cognomen avea să-l poarte și cel de-al doilea său fiu, Chirca postelnic, moștenitorul domeniului Curtișoara. Este posibil ca numele de Ghica să fie o interpretare greșită a aceluia de Chirca din cauza deteriorării vechii pisanii și a rescrierilor succesive. Cu toate acestea, în textul unei inscripții a unei icoane a Maicii Domnului datată 1624-1625 aparținând bisericii satului 	Rudeni, moșia de baștină a boierilor Rudeanu, criticul de artă G. Teodorescu descifra în 1929, într-o listă de șapte sau opt nume și pe acela de Ghica alături de cel al unei anume Despa, personaj posibil identificabil cu cea de-a doua soție a lui Tudor Rudeanul. Restul numelor traduse de G. Teodorescu nu se regăsesc printre membrii familiei atestați documentar în acea perioadă.
Sigur este că schitul apare menționat documentar mult mai târziu, ca metoh al mitropoliei, în două acte din 1 martie 1766 și 19 iunie 1777.
Nu se cunoaște momentul în care a încetat viața monahală la schitul Dobrotinet, cert este că în catagrafia din 1845, în satul Curtișoara sunt pomenite două biserici parohiale, printre care una domnească cu hramul Stretenia (Prezentarea lui Iisus la Templu).
În 1899, Pulcheria Munteanu, născută Hiotu, urmașă a Rudenilor veacului al XVII-lea, inițiează, împreună cu localnicii, o serie de reparații destul de importante la biserică, iar în 1916, Ilarian Marian, proprietarul de atunci al moșiei, aduce și el o serie de îmbunătățiri substanțiele la zidărie și pictură, cu această ocazie schimbândui-se și hramul în acela pe care îl are și astăzi. Ultima mare refacere este cea din 1955, făcută pe cheltuiala enoriașilor când i se dă aspectul actual.
Departe de a fi un mare monument al epocii lui Matei Basarab, biserica din Dobrotinet merită o mai mare atenție din partea specialiștilor.